# TTSV Saarlouis-Fraulautern
Der TTSV Saarlouis-Fraulautern ist ein Tischtennisverein aus Fraulautern. Die Damenmannschaft spielte von  Saison 2010/11 bis zur Saison 2012/2013 in der Damen-Bundesliga.
Daneben sind in der Saison 2010/11 noch vier Damen-, drei Herren- und zwei Seniorenmannschaften sowie drei Mannschaften aus dem Nachwuchsbereich aktiv.

## Damenmannschaft in der Saison 2012/13
1. Fen Li (Schweden / China)
2. Li Jiao
3. Li Jie (Niederlande)
4. Ni Xialian (Luxemburg)
5. Nadine Bollmeier (Deutschland)
6. Mária Fazekas (Ungarn)

## Geschichte
Die Wurzeln hat der TTSV Saarlouis-Fraulautern im Sportverein SV 09 Saarlouis-Fraulautern, der 1909 als Fußballverein gegründet wurde. In diesem Verein entstanden weitere Abteilungen. Am 19. März 1947 wurde die Tischtennisabteilung ins Leben gerufen. Im Jahr 2000 spaltete sich die TT-Abteilung ab und gründete den eigenen Verein TTSV Saarlouis-Fraulautern.

### Damenmannschaft
Erstmals spiele die Damenmannschaft 1982/83 eine Saison lang in der 2. Bundesliga, stieg aber direkt wieder ab. Nach mehreren Jahren in der Regionalliga kehrte das Team 2003 die 2. Bundesliga zurück. 2007 gelang der Aufstieg in die 1. Bundesliga, wo die Mannschaft bis heute spielt. Die Zweite Mannschaft tritt in der Regionalliga an. 2009 verzichtete sie aus finanziellen Gründen auf den Aufstieg in die 2. Bundesliga. Für das Ende der Saison 2012/13 kündigte der Verein den Rückzug der Damenmannschaft aus der Bundesliga an. Im Folgejahr trat das Team in der Regionalliga Südwest an.
Spielerinnen:
- 1982 Aufstieg in 2. BL: Christa Schwarz, Martina Fritzen, Waltraud Fischer, Andrea Thiery, Petra Jakob
- 2003 Aufstieg in 2. BL: Claudia Walerowicz, Kirsten Falk, Nikola Neu, Laetitia Zuddas, Sabrina Scherrer
- 2007 Aufstieg in 1. BL: Matilda Ekholm, Amelie Solja, Jasna Reed, Caroline Wersäll, Ann-Kathrin Herges

### Herrenmannschaft
Die Herrenmannschaft erreichte 1972 die Oberliga Südwest, die damals zweithöchste deutsche Spielklasse. Später stieg sie wieder ab, um 1994 in die Regionalliga Südwest aufzusteigen und dort eine Saison zu verbleiben. 1996 löste sich die Mannschaft auf. Heute spielt das Herrenteam nur noch auf Kreisligaebene.
Spieler:
- 1972 Aufstieg in die Oberliga Südwest: Heinz Falk, Richard Falk, Peter Michler, Willi Riehm, Raimund Lesch, Klaus-Dieter Kirsch, Werner Eisenbarth
- 1994 Aufstieg in die Regionalliga Südwest: Stefan Schwarz, Michael Gebel, Peter Becker, Stefan Schmitt, Oliver Thomas, Norbert Theobald, Andreas Moron, Christian Eisenlauer

## Jugendarbeit
Der Verein fördert den Nachwuchsbereich. Dafür wurde er 2000 mit dem Grünen Band für vorbildliche Talentförderung der Dresdner Bank ausgezeichnet. Zurzeit spielen die Saarlandmeisterin U18 und die Saarlandmeisterin U15 beim TTSV.

## Bekannte Aktive
- Heinz Falk: 1972 deutscher Jugend-Vizemeister im Doppel und Mixed, Teilnahme an der Jugend-Europameisterschaft 1972
- Richard Falk: 1969 Junioren-Saarlandmeister, zwei Länderspiele mit Saarlandauswahl
- Petra Maas, mehrfache Jugendmeisterin des Saarlandes
- Tünde Nemes, Schwester von Olga Nemes
- Christa Schwarz: 12-malige Saarlandmeisterin